# 米子コンベンションセンター
米子コンベンションセンター（よなごコンベンションセンター）は、鳥取県米子市にあるコンベンション・センター。愛称はビッグシップ（BiG SHiP）である。

## 概要
1998年に完成したコンベンションセンターで最大の施設である多目的ホールは鳥取県最大の2004席を収容し、大物アーティストのコンサート、演劇などに対応できる。また、小ホールではピアノ演奏会などに対応。その他にも国際会議場としても利用され、一般会議室も8室ある。
また鳥取県の行政機関も入居しており、2002年には第8回公共建築賞を受賞している。

## 交通
- JR米子駅下車徒歩5分
- 米子空港から車で25分